# Шувалов, Василий Дмитриевич
Василий Дмитриевич Шувалов — советский хозяйственный, государственный и политический деятель.

## Биография
Родился в феврале 1901 года в деревне Кодино Мяксинской волости. Член ВКП(б) с 1928 года.
С 1918 года — на хозяйственной, общественной и политической работе. В 1918—1950 гг. — участковый агроном Череповецкого узу, заведующий учебным совхозом Череповецкого губоно, Коми областного сельхозтехникума в Усть-Сысольске, рядовой 31-го стрелкового полка имени Урицкого в Ленинграде, студент Ленинградского СХИ, заведующий плановым отделом, заместитель управляющего Среднеазиатской конторы Всесоюзного овцеводтреста, заместитель председателя треста «Узбеккаракуль», заместитель директора Узбекского овцеводтреста, директор Алма-Атинского овцеводтреста, заместитель председателя Совнаркома Киргизской ССР, министр технических культур Киргизской ССР, заместитель председателя Совета Министров Киргизской ССР.
Избирался депутатом Верховного Совета СССР 2-го созыва.